# Ґолем (фільм, 1915)
«Ґо́лем» (нім. Der Golem, 1915 рік) — художній фільм Генріка Галеєна і Пауля Вегенера 1915 року, створений за мотивами староєврейської легенди про Ґолема, глиняну фігуру, що ожила під дією магії. Прем'єра фільму відбулася в Німеччині 15 січня 1915 року. Фільм породив тривалу традицію версій і рімейків, найвідомішим з яких є фільм Жюльєна Дювільє «Ґолем» (Le Golem, 1936). Фільм не зберігся (за іншими відомостями, зберігся).

## Сюжет
Дія відбувається в Празі початку XX століття. Робітники, що риють колодязь біля руїн синагоги, знаходять прадавню глиняну статую і приносять її антикварові (Генрік Галеєн), якому вдається оживити боввана за допомогою заклинань з древньої книги. Ґолем (Пауль Вегенер) стає слугою антиквара і виконує його доручення. Потім він зустрічає дочку антиквара (Ліда Салмонова) і закохується в неї. Але дівчина його боїться. Це розлючує Ґолема і він виходить з-під контролю. У фіналі його вдається позбавити амулета, який підтримував в ньому життя, і Ґолем розбивається на шматки, впавши з вежі на бруківку.

## Факти
- Сценарій фільму написали Генрік Галеєн і Пауль Вегенер. З романом Майрінка фільм пов'язаний тільки початковою легендою, хоча, можливо, саме цей роман надихнув творців фільму. Декорації до фільму створив Рокус Гліз.

- Пауль Вегенер, що зіграв Ґолема, створив один зі своїх найвражаючих екранних образів, до якого він двічі повертався у фільмах «Ґолем і танцівниця» (Der Golem und die Tänzerin, 1917) і «Ґолем, як він прийшов у світ» (Der Golem, wie er in die Welt kam, 1920) — останній, що переповідає легенду про створення і перший бунт Ґолема, вважається найвдалішим із втілень цього сюжету у кіно.

- Багато в чому саме завдяки виконанню ролі Ґолема Паулем Вегенером образ глиняної людини, що ожила під дією магії, став досить впізнаваним і часто використовується у фантастичній літературі та кіно, хоча він багато в чому і був витісненим схожим по смислу образом Чудовиська, створеного Франкенштейном.

- Фільм вважається втраченим. На YouTube є ролик з кадрами з фільму, що збереглися до наших днів. Від 60 хвилин залишилося тільки 4 хвилини.